# Дикий узел

Пример дикого узла

Дикий узел — патологическое вложение окружности в пространство.
Дикие узлы можно найти в некоторых кельтских узорах.

## Определение
Узел называется ручным, если он может быть «утолщён», то есть если существует его расширение до полнотория S1 × D2, допускающего вложение в 3-сферу.
В теории узлов и в теории 3-многообразии часто слово «ручной» опускается.
Узлы, не являющиеся ручными, называются ди́кими и могут иметь патологическое поведение.

## Примеры

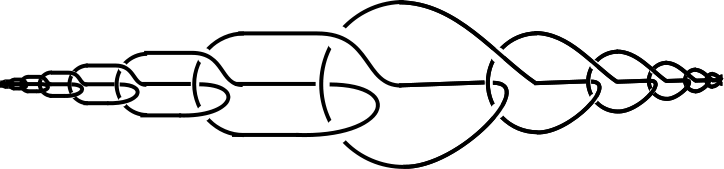
Дуга Фокса — Артина

Дикими являются узлы, содержащие так называемые дуги Фокса — Артина — некоторые простые дуги, полученные диким вложением в {\displaystyle E^{3}}. Например, для дуги {\displaystyle L_{1}} фундаментальная группа {\displaystyle p_{1}}({\displaystyle E^{3}L}) нетривиальна, для дуги {\displaystyle L_{2}} группа {\displaystyle {\pi }_{1}(E^{3}/L)} тривиальна, но само {\displaystyle E^{3}/L} не гомеоморфно дополнению в {\displaystyle E^{3}} к точке.
На рисунке выше приведён дикий узел с одной дикой (патологической) точкой. Легко построить дикий узел, содержащий несколько патологических точек, бесконечное число таких точек, и даже несчётное множество патологических точек. В книге Сосинского приведено построение дикого узла, патологические точки которого образуют канторово множество.
Возможно представить и дикий узел, содержащее более сложное множество — ожерелье Антуана.

## Свойства
- Узел является ручным тогда и только тогда, когда он может быть представлен в виде конечной ломаной.
- Гладкие узлы являются ручными.

## Вариации и обобщения
- Нетривиальные дикие узлы появляются и в сферах старших размерностей. Например по теореме о двойной надстройке, двойная надстройка над сферой Пуанкаре гомеоморфна стандартной сфере {\displaystyle \mathbb {S} ^{5}}. При этом экватор двойной надстройки образует в {\displaystyle \mathbb {S} ^{5}} дикой узел и его дополнение имеет нетривиальную фундаментальную группу.